# حمد العبیدی
حمد العبیدی (انگلیسی: Hamad Al-Obeidi؛ زادهٔ ۲۱ آوریل ۱۹۹۱) یک بازیکن فوتبال اهل قطر است.

## باشگاهی
از باشگاه‌هایی که در آن بازی کرده‌است می‌توان به الریان، الخریطیات، السد، و السیلیه اشاره کرد.